# Anthocoenosia sinuata
Anthocoenosia sinuata är en tvåvingeart som beskrevs av Xue och Qiao Ping Xiang 1994. Anthocoenosia sinuata ingår i släktet Anthocoenosia och familjen husflugor. Inga underarter finns listade i Catalogue of Life.